# Hydrococcidae
Hydrococcidae is een familie van weekdieren uit de klasse van de Gastropoda (slakken).

## Geslacht
- Hydrococcus Thiele, 1928